# Баллимор (Уэстмит)
Баллимор (англ. Ballymore; ирл. An Baile Mór) — деревня в Ирландии, находится в графстве Уэстмит (провинция Ленстер). В деревне базируется клуб Гэльской атлетической ассоциации — Баллимор ГАА, основанный в 1884 году.

## Демография
Население — 289 человек (по переписи 2006 года). В 2002 году население составляло 239 человек. 
Данные переписи 2006 года:
| Общие демографические показатели |               |                               |                               |      |      |
| Всё население                    | Всё население | Изменения населения 2002—2006 | Изменения населения 2002—2006 | 2006 | 2006 |
| 2002                             | 2006          | чел.                          | %                             | муж. | жен. |
| 239                              | 289           | 50                            | 20,9                          | 144  | 145  |